# Jo-Larstjärnarna
Jo-Larstjärnarna är en sjö i Krokoms kommun i Jämtland och ingår i Indalsälvens huvudavrinningsområde. Jo-Larstjärnarna ligger i Oldflån-Ansätten Natura 2000-område.